# Madeleine Henfling

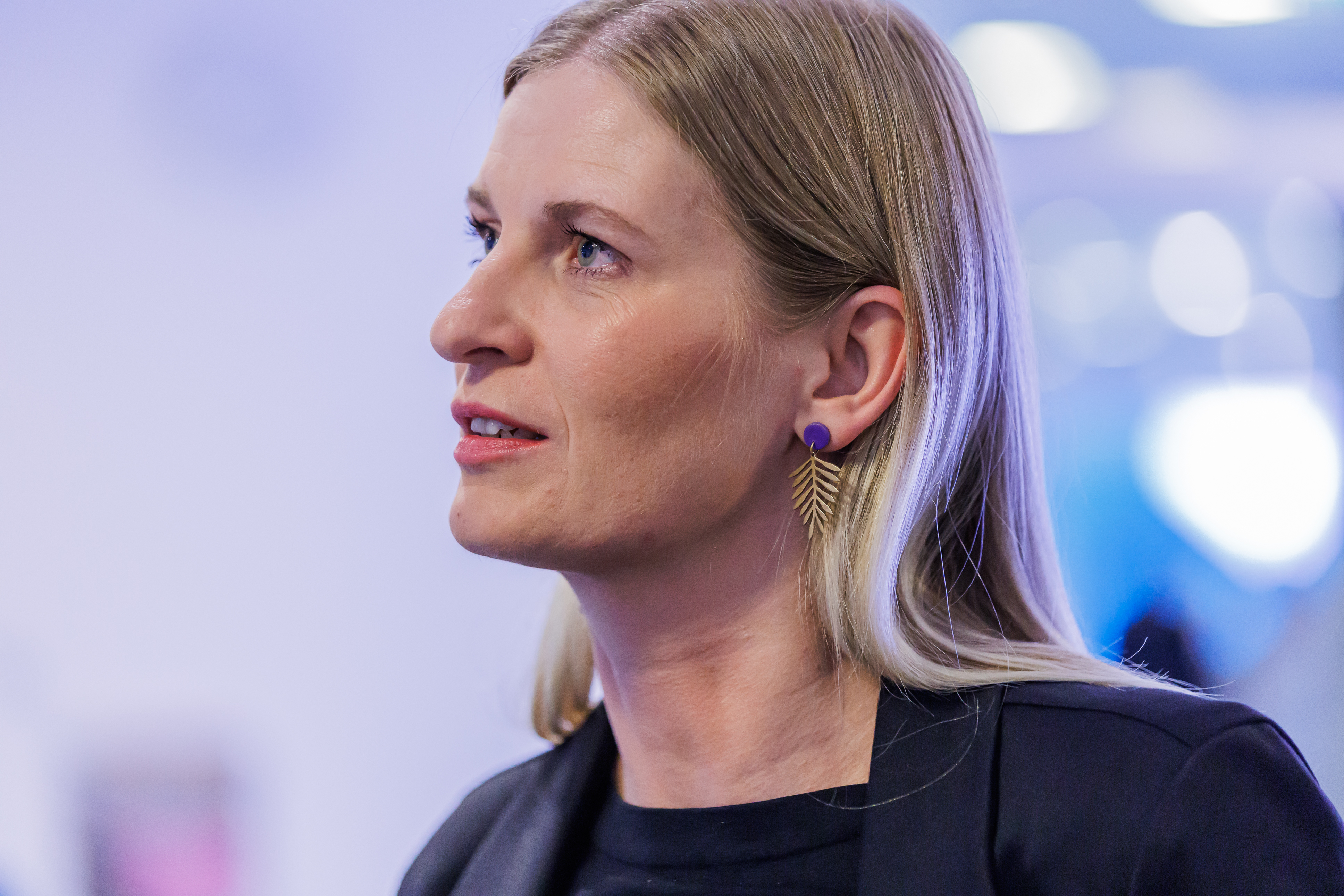
Madeleine Henfling (2024)

Madeleine Henfling (* 11. April 1983 in Ilmenau) ist eine deutsche Politikerin (Bündnis 90/Die Grünen). Sie war von 2009 bis 2011 Landessprecherin von Bündnis 90/Die Grünen Thüringen und von 2014 bis 2024 Mitglied des Thüringer Landtags, dem sie zudem ab 2020 als Vizepräsidentin vorstand. Bei der Landtagswahl 2024 war sie Spitzenkandidatin ihrer Partei.

## Werdegang
Nach dem Abitur studierte sie zunächst Geschichte und Biologie auf Lehramt und anschließend von 2001 bis 2008 Geschichte, Afrikanistik und Niederländische Sprachwissenschaft an der Universität zu Köln und der Universität Leiden. Ein Abschluss ist nicht bekannt. 2007 wurde sie Mitglied von Bündnis 90/Die Grünen und absolvierte im darauf folgenden Jahr ein Traineeprogramm im Bundesverband der Partei. Zur Landtagswahl in Thüringen 2009 war sie Direktkandidatin ihrer Partei im Wahlkreis Ilm-Kreis I, wo sie 5,1 Prozent der Stimmen erhielt.
Ende November 2009 wurden Henfling und Dieter Lauinger auf dem Landesparteitag der Thüringer Grünen zur neuen Doppelspitze des Landesverbandes gewählt. Sie traten die Nachfolge von Astrid Rothe-Beinlich und Frank Augsten an, die nicht erneut kandidiert hatten. Henfling, die ohne Gegenkandidatin angetreten war, wurde dabei mit 78,9 Prozent der Stimmen gewählt. Auf der Landesdelegiertenkonferenz im November 2011 wurde Babett Pfefferlein als ihre Nachfolgerin in das Sprecherinnenamt gewählt. Seit 2010 gehört sie dem Kreistag des Ilm-Kreises an. Zu den Kommunalwahlen 2012 kandidierte sie für das Amt der Landrätin im Ilm-Kreis und erhielt 4,6 Prozent der Stimmen.
Von Juni 2012 bis Januar 2013 war Henfling Wahlkreismitarbeiterin des Thüringer Landtagsabgeordneten Carsten Meyer. Ab Februar 2013 arbeitete sie bis zu ihrer Wahl in den Thüringer Landtag als Geschäftsführerin des Landesfrauenrats Thüringen.
Bei den Landtagswahlen 2014 (6. Wahlperiode) und 2019 (7. Wahlperiode) wurde Henfling jeweils über Platz 5 der Landesliste ihrer Partei zum Mitglied des Thüringer Landtags gewählt. Während der 7. Wahlperiode von 2020 bis 2024 war sie Vizepräsidentin des Thüringer Landtags sowie parlamentarische Geschäftsführerin der Fraktion von Bündnis 90/Die Grünen.
Anfang Februar 2024 wurde sie von ihrer Partei zur Landtagswahl in Thüringen am 1. September 2024 auf Landeslistenplatz 1 gewählt und führte als Spitzenkandidatin gemeinsam mit dem auf Platz 2 gesetzten Thüringer Minister für Umwelt, Energie und Naturschutz Bernhard Stengele den Wahlkampf an. Ihrer Partei gelang die Wiederwahl in den Landtag nicht.
Henfling bezeichnet sich selbst als „linke Grüne“.

## „Babygate“ im Thüringer Landtag
Im August 2018 schloss Landtagspräsident Christian Carius (CDU) Henfling von einer Landtagssitzung aus, nachdem sie ihren wenige Wochen alten Sohn in den Plenarsaal mitgebracht hatte. Gegen diesen Beschluss intervenierten Abgeordnete der Grünen und Linken. Der Ältestenrat beschloss daraufhin, an der Entscheidung von Carius festzuhalten. Die Thüringer Grünen klagten vor dem Thüringer Verfassungsgericht und machten den Fall unter dem Hashtag #Babygate in sozialen Medien bekannt. Henfling verwies darauf, dass es für Abgeordnete weder eine Elternzeit noch eine Möglichkeit der Vertretung gebe. Ebenso wenig gab es Kinderbetreuung im Landtag. Nachdem dieser Fall bundesweite Debatten ausgelöst hatte, äußerte Carius im September 2018 seine Bereitschaft, durch eine neue Geschäftsordnung Abgeordneten zu ermöglichen, auch mit Säugling an Landtagssitzungen teilzunehmen. Er legte im Januar 2019 unabhängig davon sein Landtagsmandat nieder. Unter den auf Carius folgenden Landtagspräsidentinnen Birgit Diezel und Birgit Keller wurde die Mitnahme kleiner Kinder ins Parlament geduldet. Im Mai 2020 kam es vor dem Verfassungsgericht in Weimar zu einem Vergleich zwischen der Landtagsverwaltung und der Thüringer Grünen-Fraktion: Bis zum Alter von einem Jahr wurde die Mitnahme von Kindern erlaubt, sofern diese die Sitzungen nicht stören. Im Falle älterer Kinder sollte das Landtagspräsidium entscheiden.

## Privates
Henfling ist verheiratet und Mutter von drei Kindern. Sie ist evangelisch. Nach der verlorenen Landtagswahl 2024 äußerte sie zu ihren persönlichen Plänen, sie werde ihre „Zelte im Landtag abbrechen“ und sich erstmal wieder mehr um ihre Familie kümmern.